# Fatoua
Fatoua es un género con diez especies de plantas de flores pertenecientes a la familia  Moraceae, son nativos del este de Asia.

## Especies seleccionadas
- Fatoua aspera
- Fatoua cordata
- Fatoua globulifera
- Fatoua japonica
- Fatoua lanceolata
- Fatoua madagascariensis
- Fatoua pilosa
- Fatoua scabra
- Fatoua subcordata
- Fatoua villosa

- Datos: Q147612
- Multimedia: Fatoua / Q147612
- Especies: Fatoua